# 分倍河原之戰 (鎌倉時代)
分倍河原之戰（日语：分倍河原の戦い）是鎌倉時代後期的元弘3年（1333年）5月15日至16日，北條泰家率領的鎌倉幕府勢力與新田義貞率領的反幕府勢力在武藏國多摩川河畔的分倍河原（現今東京都府中市）進行的合戰。

## 背景
元弘3年（1333年）5月8日，新田義貞為了打倒鎌倉幕府而在上野國生品神社舉兵。這時的新田軍有義貞以下一族的大舘宗氏、堀口貞滿、岩松經家、里見義胤、脇屋義助、江田行義、桃井尚義等總勢150騎。但是一直南行至利根川時，與越後國的新田黨（里美、鳥山、田中、大井田、羽川的各家）以及甲斐、信濃的源氏一派合流，於是軍勢增加至7千騎。5月9日，越過利根川後與足利高氏（後來的足利尊氏）的嫡子千壽王（後來的足利義詮）由紀五左衛門陪伴而合流，因為有外様御家人最有力者足利高氏的嫡男加入，上野、下野、上總、常陸、武藏等國內對鎌倉幕府抱持不滿的武士亦漸漸聚集，新田軍的兵力膨脹至20萬7千人。
之後新田軍沿著鎌倉街道南下並渡過入間川。迎撃櫻田貞國率領的鎌倉幕府軍，在5月11日小手指原之戰、5月12日久米川之戰中逐漸撃破幕府軍。幕府軍為了防止武藏國最後的要害多摩川被新田軍佔領，於是往分倍河原（現今東京都府中市）方向撤退。

## 經過
鎌倉幕府在接到小手指原和久米川的戰報後，派遣北條高時的弟弟北條泰家率領10萬軍勢迎撃新田軍，泰家領軍在分倍河原與櫻田貞國的軍勢合流。5月15日，經過2日休息的新田軍開始向分倍河原的幕府軍進行攻撃，但是得到援軍而士氣高昂的幕府軍把新田軍撃破。新田軍被迫撤退到堀金（狹山市堀兼）附近。在敗走之際，武藏國分寺（東京都國分寺市）被燒燬。
翌日（5月16日）新田軍因為援軍三浦義勝獻策，在天曉前急襲幕府軍。幕府軍敗走，在關戶（東京都多摩市）遭到毀滅性的打撃。北條泰家因為家臣横溝八郎的奮戦而得以保留性命並向鎌倉方向逃走。關於形勢突然劇變的理由，有幕府軍因為初日的勝利而大意輕敵的説法；亦有足利尊氏攻略六波羅探題的情報到達關東後，幕府軍的增援部隊倒戈的説法。

## 影響
在分倍河原之戰中，新田軍得到了決定性的勝利，幕府軍完全轉為守勢。之後新田軍漸漸得到其他援軍的加勢，變成60萬的大軍勢（『太平記』）。幕府軍在鎌倉堅守不出。新田軍持續攻向幕府的根據地鎌倉，之後強行突破稻村崎而突入幕府軍的背後並繼續攻向鎌倉。於是之後發生了倒幕運動最後的合戰（東勝寺合戰）。

## 史跡
在府中市分梅町的新田川分梅公園有分倍河原古戰場碑。而分倍河原站前的迴旋處有新田義貞的像。新田義貞的面向南朝往鎌倉方向。